# IHI Corporation

Logomarca da IHI.

IHI Corporation (acrônimo de Ishikawajima-Harima Heavy Industries Co., Ltd.) é uma indústria multinacional japonesa. As suas ações são cotadas na Bolsa de Valores de Tóquio fazendo parte do índice Nikkei 225.

## Área de atuação

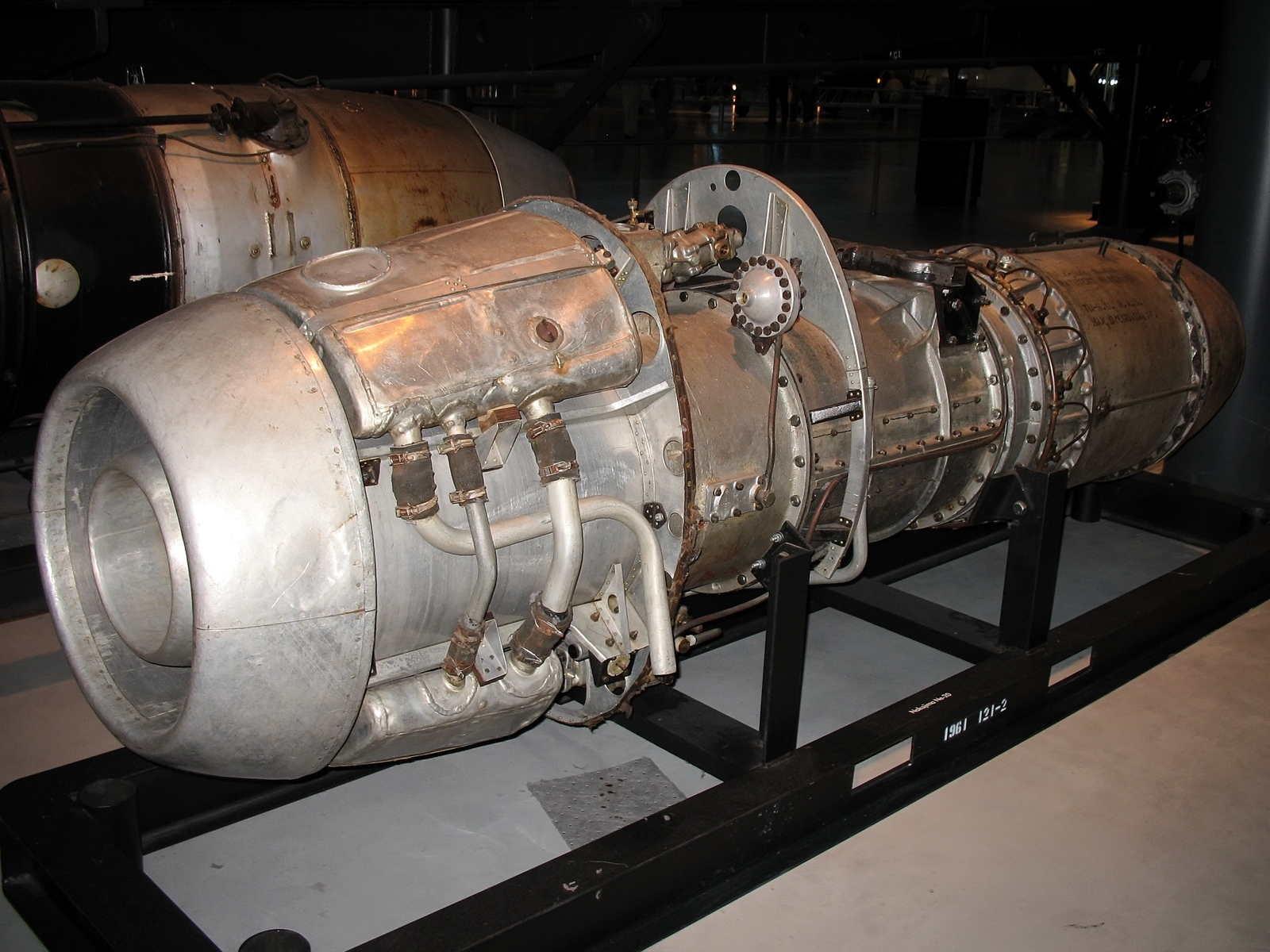
Motor turbojato Ishikawajima Ne-20, primeira produção em 1945.

A indústria foi fundada em 1853 como estaleiro Ishikawajima. Atua nas áreas de desenvolvimento espacial, motores para aviões, máquinas industriais, equipamentos para construção, construção de pontes e estruturas metálicas, sistemas de energia, entre outras atividades. Ishikawajima do Brasil Estaleiros S/A (ISHIBRAS) é uma subsidiária da IHI Corporation no Brasil.